# Willy Aubameyang
William-Fils „Willy“ Aubameyang (* 16. Februar 1987 in Paris, Frankreich) ist ein ehemaliger gabunischer Fußballspieler.

## Karriere

### Verein
Aubameyang begann 2007 seine Profikarriere beim AC Mailand, wurde dort aber in der Serie A nicht eingesetzt. Seinen einzigen Einsatz hatte er bei der 1:2-Heimniederlage im Achtelfinal-Hinspiel der Coppa Italia 2007/08 gegen Catania Calcio. Mit Beginn der Saison 2008/09 wurde Aubameyang dreimal verliehen: In der Saison 2008/09 spielte er in der Serie B beim US Avellino, in der Saison 2009/10 war er in der zweiten belgischen Liga aktiv und die Hinrunde der Saison 2010/11 verbrachte Aubameyang in der Lega Pro Prima Divisione bei der AC Monza Brianza.
Ende Januar 2011 wechselte Aubameyang in die Scottish Premier League zum FC Kilmarnock. Er unterschrieb einen bis zum Ende der Saison 2010/11 laufenden  Vertrag. Von dort wechselte er nach Ende seines Vertrages zur Saison 2011/12 nach Gabun zum FC Sapins. Er verließ den Verein im Januar 2013 und spielte bis zum Ende der Saison 2012/13 in der zweiten Mannschaft der AS Saint-Étienne, in deren erster Mannschaft sein Bruder Pierre-Emerick spielte. Er kam zu fünf Einsätzen in der viertklassigen CFA.
Im Sommer 2013 folgte Aubameyang seinem Bruder zu Borussia Dortmund und hielt sich dort in der zweiten Mannschaft fit, mit der er einige Testspiele absolvierte. Zu einer Verpflichtung kam es allerdings nicht.
Am 6. November 2014 schloss sich der seit über einem Jahr Vereinslose dem FC Kray an. Im Januar 2016 wurde sein Vertrag aus privaten Gründen vorzeitig aufgelöst und er beendete seine Karriere.

### Nationalmannschaft
Aubameyang spielte in der Jugend für französische Auswahlteams, entschied sich jedoch schlussendlich, für die A-Nationalmannschaft Gabuns aufzulaufen. Dort absolvierte er von 2009 bis 2013 insgesamt 13 Partien, ein Treffer gelang ihm dabei nicht.

## Privates
Sein Vater Pierre war gabunischer Nationalspieler, seine Brüder Catilina (* 1983) und Pierre-Emerick (* 1989) sind ebenfalls Fußballspieler.